# Tau Pavonis
Tau Pavonis är en vit underjätte i Påfågelns stjärnbild.
Stjärnan har visuell magnitud +6,26 och är svagt synlig för blotta ögat vid mycket god seeing. Den befinner sig på ett avstånd av ungefär 635 ljusår.